# Хакбери (Луизијана)
Хакбери (енгл. Hackberry) насељено је место без административног статуса у америчкој савезној држави Луизијана.

## Демографија
По попису из 2010. године број становника је 1.261, што је 438 (-25,8%) становника мање него 2000. године.
| Група             | 2000.         | 2010.         |
| Белци             | 1.648 (97,0%) | 1.236 (98,0%) |
| Афроамериканци    | 8 (0,5%)      | 6 (0,5%)      |
| Азијати           | 12 (0,7%)     | 1 (0,1%)      |
| Хиспаноамериканци | 19 (1,1%)     | 10 (0,8%)     |
| Укупно            | 1.699         | 1.261         |